# Sebastian Lucius
Sebastian Lucius (avant 1881 – après 1909) est un peintre d'histoire, également portraitiste et paysagiste allemand de la fin du XIXe siècle et du début du XXe siècle. Ses dates de naissance et de mort sont inconnues. 

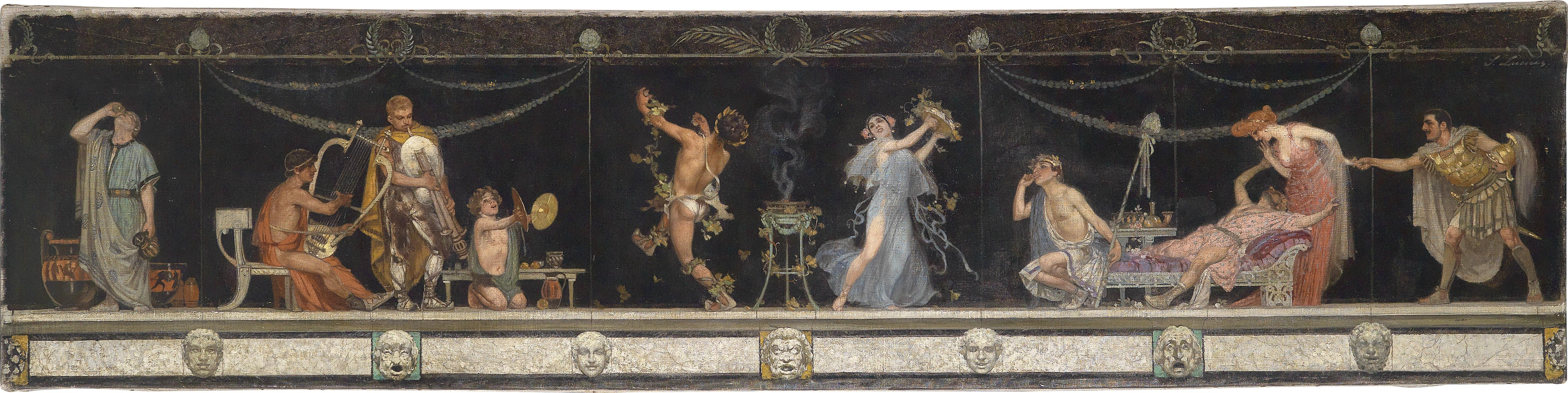
Sebastian Lucius, huile sur toile pour dessus de porte, exposée en 1898.

Fils de l'homme politique August Lucius, il a étudié la peinture à l'Académie des beaux-arts de Düsseldorf de 1881 à 1884 avec notamment pour professeurs Hugo Crola et Peter Janssen.
Sebastian Lucius devient ensuite l'élève privé de Fritz von Uhde à Munich. 
À partir de 1891/1892, il est en Italie, où il fréquente Richard Voss, Paul Hoecker et d'autres, et d'où il envoie des œuvres pour les grandes expositions de Munich et de Berlin de la fin de la décennie.

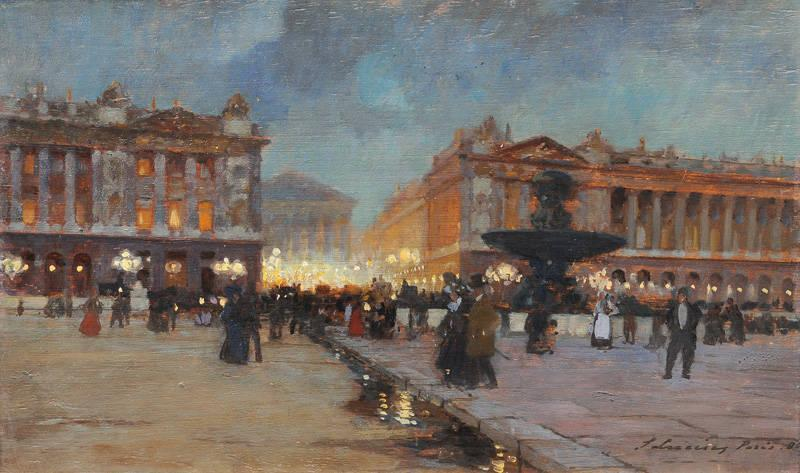
Sebastian Lucius, place de la Concorde, Paris, 1900.

En 1898, on note la mention d'un Sebastien Lucius,  habitant rue de Bruxelles à Paris et élève de M. Cormon, qui expose un portrait dans la galerie des Machines.
En 1909, Sebastian Lucius participe à la Grande exposition d'art de Berlin avec ses tableaux Siesta et Madonna. 